# Alain Janey
Alain Janey est un acteur français né le 28 février 1926 à Nice et mort le 11 décembre 1998 à Paris, d'une crise cardiaque.
Il était l'époux de la comédienne Paulette Frantz.

## Filmographie
- 1957 : Les Aventures d'Arsène Lupin  de Jacques Becker
- 1958 : En votre âme et conscience, épisode : Un combat singulier ou l'Affaire Beauvallon de Jean Prat
- 1958 : Les Tricheurs  de Marcel Carné
- 1961 : Hauteclaire ou le Bonheur dans le crime (TV)
- 1963 : Mélodie en sous-sol d'Henri Verneuil
- 1965 : Des fleurs pour l'inspecteur (Les Cinq Dernières Minutes, épisode no 36, TV) de Claude Loursais
- 1965 : Les Cinq Dernières Minutes, épisode La Chasse aux grenouilles de Claude Loursais, série télévisée
- 1965 : Commandant X - épisode : Le Dossier Pyrénées de Jean-Paul Carrère
- 1966 : Tant qu'on a la santé de Pierre Etaix
- 1966 : En votre âme et conscience :  Pour l'honneur d'une fille de Claude Barma
- 1967 : Le Fou du labo 4  de Jacques Besnard : Fred
- 1968 : Les Cinq Dernières Minutes, épisode Les Enfants du faubourg de Claude Loursais série télévisée
- 1969 : L'Auvergnat et l'Autobus de Guy Lefranc
- 1969 : En votre âme et conscience, épisode : L'Affaire Lacoste de  René Lucot
- 1969 : Le Grand Amour de Pierre Etaix
- 1972 : Les Boussardel de René Lucot, (téléfilm)
- 1973 : Les Nouvelles Aventures de Vidocq, épisode "Les Assassins de l'Empereur" de Marcel Bluwal
- 1973 : Les Cinq Dernières Minutes : Meurtre par intérim de Claude Loursais
- 1973 : La Ligne de démarcation - épisode 13 : Rémy (série télévisée) : La Bardonnie
- 1973 : La Belle Affaire de Jacques Besnard
- 1977 : Le Pays bleu de Jean-Charles Tacchella
- 1977 : Rossel et la commune de Paris de Serge Moati, (téléfilm)
- 1977 : La Coccinelle à Monte-Carlo
- 1977 : Un juge, un flic de Denys de La Patellière, première saison (1977), épisode : Les Hochets
- 1978 : Le Paradis des riches de Paul Barge
- 1978 : Ciné-roman de Serge Moati (téléfilm)
- 1979 : Médecins de nuit de Nicolas Ribowski, épisode : Le livre rouge (série télévisée)
- 1980 : Les Enquêtes du commissaire Maigret, épisode : Le Charretier de la Providence de Marcel Cravenne
- 1981 : Sans Famille de Jacques Ertaud (téléfilm) : le directeur de la mine
- 1983 : Ça va pas être triste de Pierre Sisser

## Théâtre
- 1956 : Les Sorcières de Salem de Arthur Miller, mise en scène Raymond Rouleau, Théâtre des Célestins
- 1957 : L'Habit vert de Robert de Flers et Gaston Arman de Caillavet, mise en scène Marcel Cravenne [1]
- 1959 : La Jument du roi de Jean Canolle, mise en scène Jacques Fabbri, Théâtre de Paris
- 1975 : Attendons la fanfare de Guy Foissy, mise en scène Alain Janey, Théâtre de la Cour des Miracles